# Flor tubulosa

Esquema de una flor tubulosa: A = ovario; B = tubo fusionado a la corola con 4 o 5 lóbulos; C = anteras; D = estilo con estigma

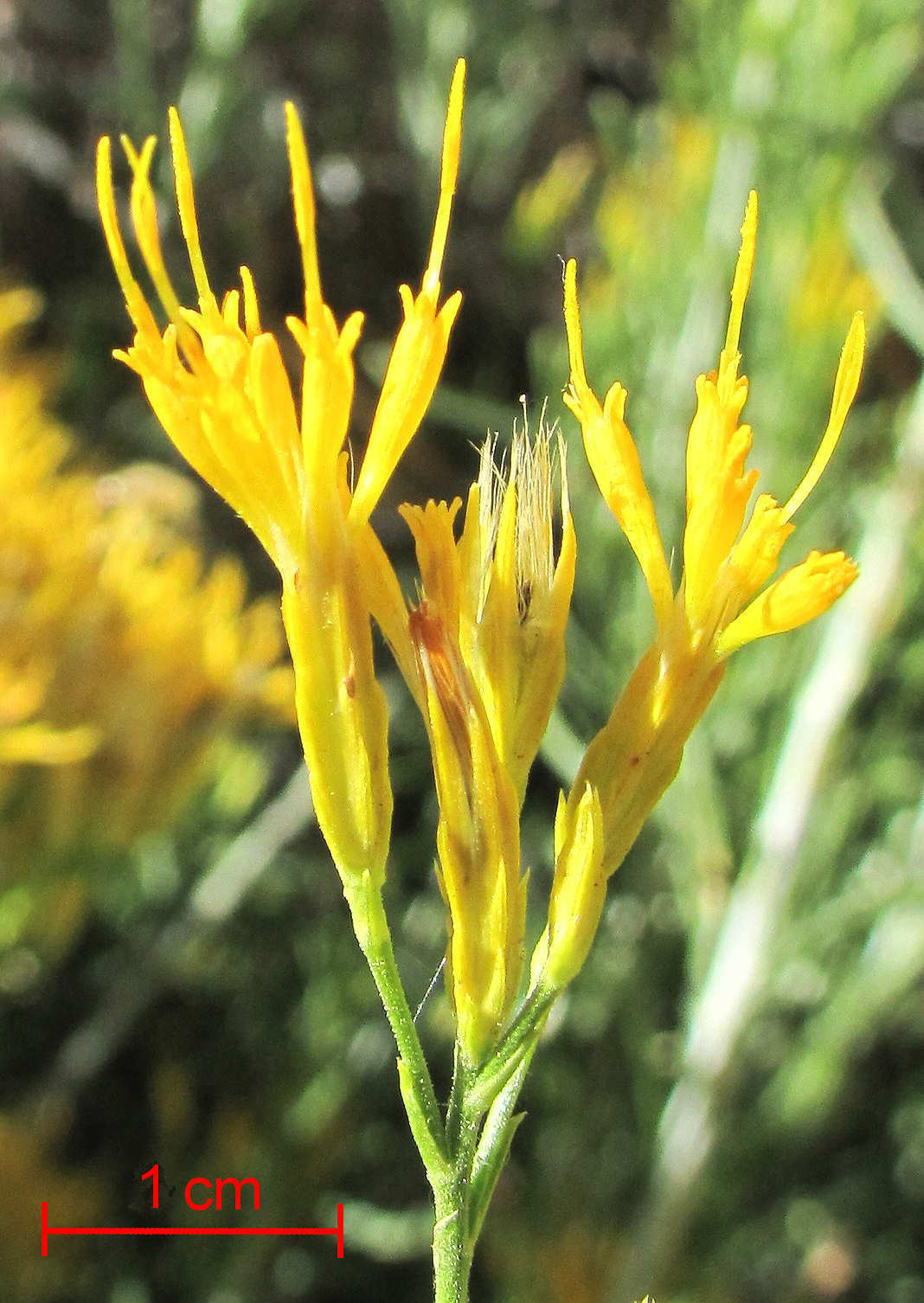
Capítulos de Ericameria nauseosa (Asteraceae). Cada capítulo está formado por cinco flores tubulosas.

En botánica, la flor tubulosa o flor del disco es uno de los tipos de flores que presentan las inflorescencias en capítulo de las plantas pertenecientes a la familia de las Compuestas. Son pequeñas, hermafroditas o, en ocasiones, funcionalmente unisexuales (por ejemplo, flores estaminales, que llevan solamente estambres, en Benitoa). Por su simetría son actinomorfas, es decir que presentan simetría radiada. Por el número de piezas que componen cada ciclo, las flores tubulosas son pentámeras.
El cáliz es nulo o bien los sépalos están profundamente modificados, formando un papus o vilano, de dos a muchas escamas, cerdas o pelos, persistentes, a veces connadas. El papus puede ser piloso, diminutamente barbado, o plumoso. En las flores tubulosas los cinco pétalos se unen entre sí formando un tubo con 4 o 5 lóbulos. Las corolas así formadas, usualmente son de color amarillo, algunas veces blancas, púrpuras o azuladas en ocasiones.
El androceo presenta usualmente cinco estambres, los cuales alternan con los lóbulos de la corola. Los filamentos, separados entre sí, se hallan insertos en el tubo de la corola. Las anteras son basifijas y se unen entre sí, muchas veces con apéndices apicales o lóbulos basales, formando un tubo alrededor del estilo en el cual el polen es liberado. Durante la floración, el estilo crece a través de este tubo estaminal, empujando hacia afuera o tomando el polen (con pelos variadamente desarrollados) y presentándoselo a los visitantes florales, después de lo cual los estigmas se vuelven receptivos (es decir, con un émbolo o mecanismo de polinización por cepillado). Las anteras presentan dehiscencia longitudinal e introrsa. Los granos de polen usualmente son tricolporados.
El gineceo es de dos carpelos unidos entre sí. El ovario es ínfero y unilocular. Presentan un solo óvulo anátropo, con un tegumento y un delgado megaesporangio. La placentación es basal. El pistilo presenta un estilo que usualmente posee un nectario en su ápice. El estilo se halla dividido distalmente en dos ramas (ramas estilares) que presentan papilas estigmáticas en su cara adaxial dispuestas en dos líneas separadas o bien, en una sola banda continua.